# Gastrophysa
Gastrophysa là một chi bọ cánh cứng trong họ Chrysomelidae.

## Các loài
- Gastrophysa cyanea Melsheimer, 1847
- Gastrophysa polygoni (Linnaeus, 1758)
- Gastrophysa viridula (De Geer, 1775)

## Hình ảnh

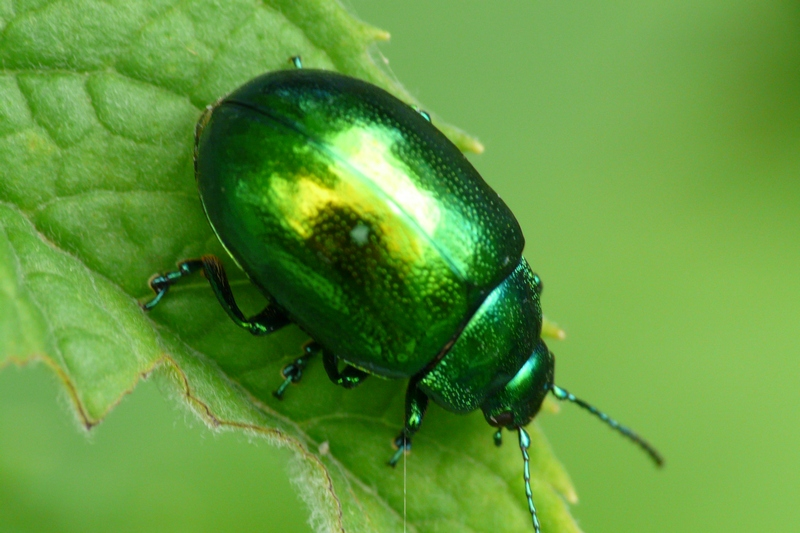
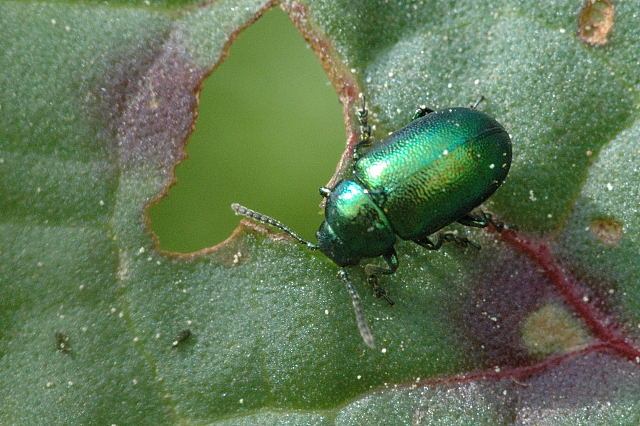